# I magnifici tre
I magnifici tre è un film del 1961 diretto da Giorgio Simonelli.

## Trama
Nello stato latino americano di Nonduras vige una dittatura dispotica e precaria governata dal dittatore Bonarios, giunto al potere grazie ai suoi uomini, tutti con le basette, i "Basettudos".
Il dittatore, impegnato a difendersi dai ribelli con i baffi detti "Baffudos", alla fine dovrà darsi alla fuga. Quando i "Baffudos" prendono il potere dovranno guardarsi dai "Capelludos".

## Produzione

### Riprese
Le riprese furono realizzate presso gli stabilimenti Titanus-Farnesina.